# Butantã Gibicon
Butantã Gibicon é um evento de histórias em quadrinhos realizado desde 2019 em São Paulo, na região do distrito de Butantã. Criado por Sandro Merg Vaz, fã de gibis independentes e morador da região, o evento tem como principal objetivo valorizar os artistas brasileiros.

## História
A primeira edição do evento ocorreu no dia 1 de dezembro de 2019, na Casa de Cultura do Butantã. O evento teve mesas de bate-papo com temas como produção independente no Brasil, representatividade negra, produção de conteúdo feminista, sexualidade e diversidade. Também foi realizada uma oficina de formação  para professores quanto ao uso das histórias em quadrinhos na educação. O quadrinista Marcatti foi o homenageado desta edição, tendo ainda feito o cartaz do evento.
O evento foi gratuito, tanto para os visitantes quanto para os artistas, que foram selecionados a partir de uma convocatória para venderem seus trabalhos na feira de quadrinhos, que reuniu cerca de 250 editores e autoras. Quem não foi selecionado para o espaço principal também teve um outro espaço para divulgar e apresentar suas obras. Para conseguir manter o objetivo de ser totalmente gratuito e sem fins lucrativos, o Butantã Gibicon foi viabilizado através de financiamento coletivo pela plataforma Benfeitoria.
A Butantã Gibicon ocorreu poucos dias antes da CCXP (que, em 2019, foi realizada entre 5 e 8 dezembro). Isso facilitou a presença de um grande número de artistas de fora de São Paulo que anteciparam suas viagens para a CCXP para que pudessem também participar deste evento. Embora em datas e endereços relativamente próximos, os dois eventos têm focos e objetivos totalmente distintos, com a Butantã sendo uma feira autoral gratuita e a CCXP, mesmo com um grande espaço para artistas independentes, sendo um evento pago de cultura pop no formato das grandes convenções norte-americanas.
A segunda edição do evento estava planejada para ocorrer em 2020 no mesmo período, mas por causa da pandemia de COVID-19 foi necessário adiar o evento presencial. Contudo, foi realizada uma edição on-line entre os dias 18 e 20 de dezembro, com 27 horas de programação envolvendo oficinas de produção de gibis e mesas de discussão transmitidas ao vivo pela internet.
Também foi disponibilizado um espaço no site do evento para o "Beco dos Artistas", uma feira que reuniu mais de 250 quadrinistas com as lojas virtuais de todos os participantes. Os quadrinistas podiam ser encontrados por meio de filtros como temas de suas HQs, região do Brasil e gênero. Além disso, a quadrinista homenageada nesta edição foi a cartunista Laerte Coutinho que, junto com mais de 60 outros artistas, participou das atividades transmitidas on-line.

## Premiações
Em 2020, a primeira edição da Butantã Gibicon recebeu o Troféu HQ Mix de melhor evento. No ano seguinte, a segunda edição do evento foi novamente laureada nesta categoria. Também em 2021 o evento recebeu o Troféu Jayme Cortez, que é parte do Prêmio Angelo Agostini e tem como objetivo premiar grandes contribuições para os quadrinhos brasileiros.